# Огоновський Омелян Михайлович
Омеля́н Миха́йлович Огоно́вський (псевдоніми і криптоніми: Омелян із Григорова, Ємілян, Ом. о та ін.; 3 серпня 1833, с. Григорів, нині Івано-Франківський район, Івано-Франківська область — 28 жовтня 1894, Львів) — український учений-філолог і громадський діяч. Доктор філософії (1865), член-кореспондент Польської академії знань (з 1881). Брат Олександра, Петра та Іларія Огоновських, стрийко Любомира Огоновського.

## Життєпис

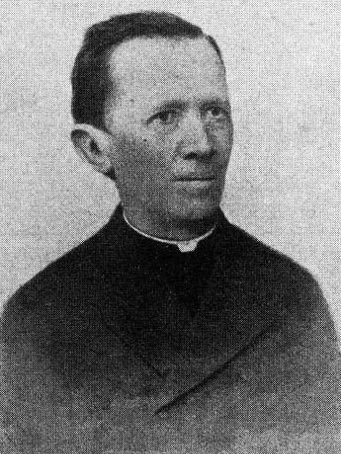
Омелян Огоновський

Народився 3 серпня 1833 року в с. Григорів (нині Рогатинський район, Івано-Франківська область, Україна) у родині священника. Батько о. Михайло Огоновський був настоятелем церкви Різдва Пресвятої Богородиці. Родина мала шляхетське походження і належала до гербу Огоньчик.
У м. Бережанах закінчив нормальну школу. Згодом навчався там у цісарсько-королівській Бережанській гімназії. Два старші класи закінчував у Львові.
У цьому місті 1853 р. склав матуру. 1857 року закінчив Львівську духовну семінарію. Цього року одружується з дочкою священника в Чесниках Фалиною Нєдзвєцькою. Вивчав теологію у Львівському університеті. Окрім богословських наук, вивчав руську мову та літературу на лекціях Якова Головацького. У цей час також вивчав класичну філологію та польську мову.
Був катехитом при Домініканській (німецькій) гімназії. З 1863 року викладав релігію, руську мову та літературу в Академічній гімназії Львова. Закінчив Львівський (1865) і Віденський (1870) університети.
З 1867 очолив кафедру руської філології Львівського університету (після відходу Якова Головацького).
 З 1870 р. продовжив навчання у Віденському університеті.
У 1877 р. його обирають деканом філософського факультету.
У 1881 р. обраний  членом-кореспондентом Польської Академії наук.
1888 р. став професором Львівського університету.
Один із засновників «Просвіти» (її голова 1877—1894), Народної Ради (1885), Наукового Товариства ім. Т.Шевченка (1893).
Під його впливом багато студентів змінювали погляди з москвофільських на народовські (зокрема, Володимир Масляк). Тісні зв'язки з ним підтримував Цалковський Василь.
Намагався досягнути порозуміння з австрійським урядом і польськими політичними колами, впроваджуючи в життя політику так званої «нової ери», яка, зазнала невдачі. Зокрема, 24 листопада 1890 р. разом з Олександром Барвінським, Костянтином Телішевським, Костем Левицьким, Корнилом Мандичевським, митрополитом Сильвестром Сембратовичем брав участь у прес-конференції Казімєжа Бадені, на якій підбили підсумки попередніх переговорів.
1893 року став головою комітету з перевезення та перепоховання на Личаківському цвинтарі мощей блаженної пам'яти Маркіяна Шашкевича з Новосілок.
1874—1894 — листувався з Олександром Барвінським.

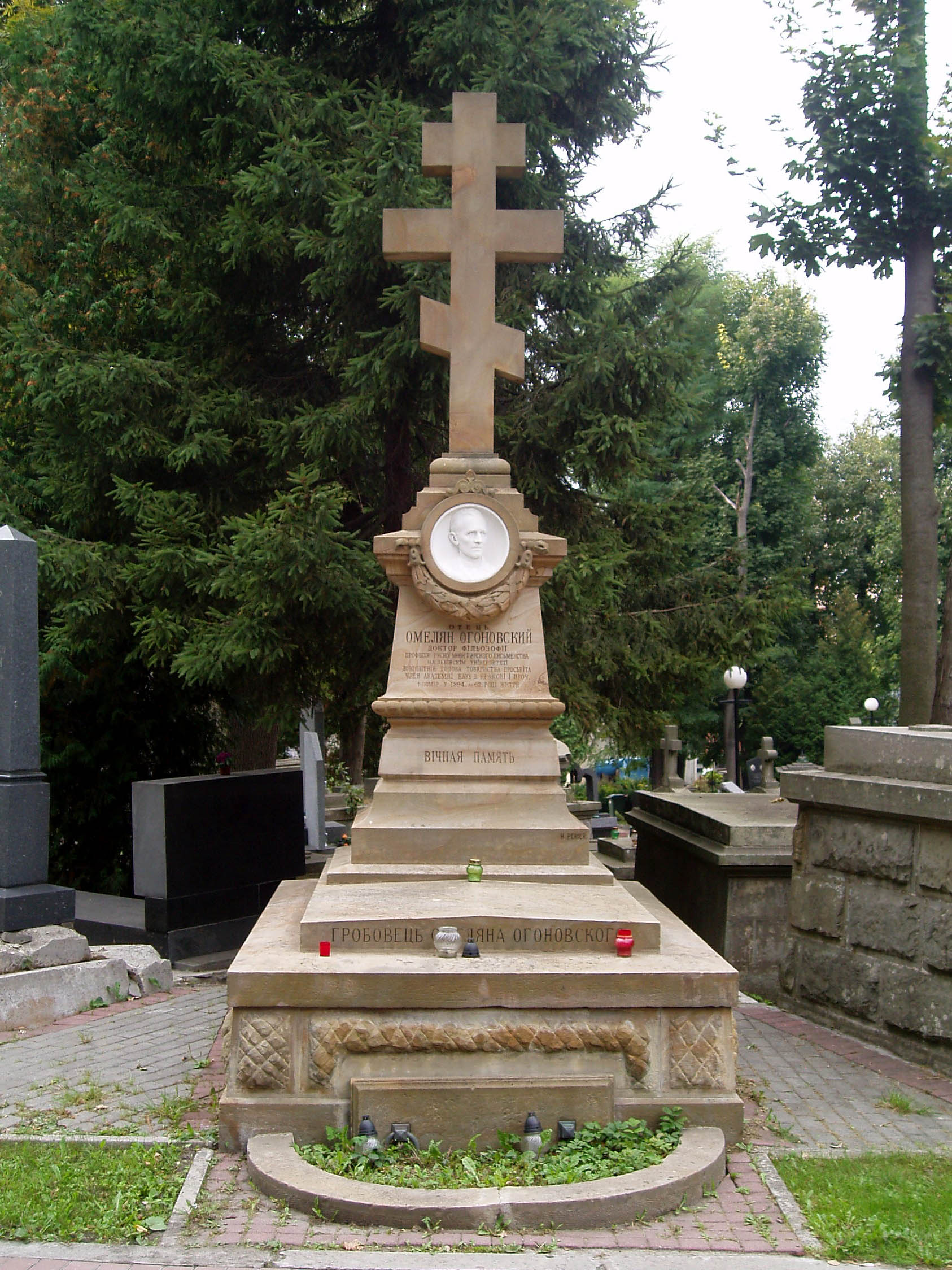
Гробівець родини Огоновських на Личаківському цвинтарі у Львові

Помер у Львові, похований у родинному гробівці на Личаківському цвинтарі, поле № 1.

## У сфері мовознавства

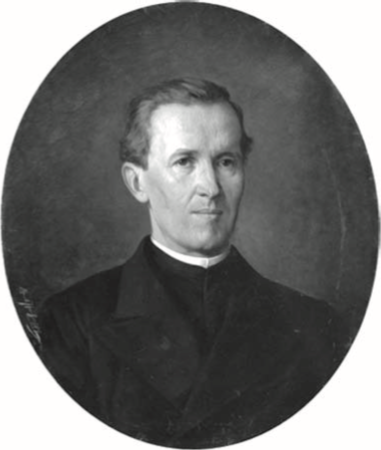
Гарасимович Марцелій. Портрет Омеляна Огоновського. 1886 р.

Наголошував на формуванні української літературної мови на  основі етимологічного правопису. Продовж роботи у Львівському університеті намагався реформувати викладання руської мови та літератури. Добиватися навчання живою мовою, замість мертвонародженого язичія, яке запровадив Я.Головацький.
Відомою мовознавчою працею є «Студії в царині руської мови» (1880).
Займався типологічним порівнянням аспектів церковнослов'янської, польської та української мов.
Є автором підручника «Граматика язика руського» (1889). Опублікував хрестоматії з історії церковнослов'янської (1871) та староукраїнської (1881) мов.

## У сфері літературознавства
У 1872–1873 рр. вмістив у журналі «Правда» цикл статей «Критично-естетичний погляд на декотрі поезії Т. Г. Шевченка», де проаналізував кілька «Думок» поета, баладу «Тополя», поему «Гайдамаки», «Неофіти». Видав популярний нарис «Життя Тараса Шевченка. Читанка для селян і міщан» (1876), дослідження «Гайдамаки». Поема Тараса Шевченка" (1879). За його редакцією були опубліковані перші два томи «Кобзаря» Т. Шевченка із статею «Дещо про життя і літературну діяльність Т. Шевченка» (1893). 
Виступав з критичними статтями про творчість О. Кониського та ін.

## «Історія літератури руської»
«Історію літератури руської» почав писати 1886 р. на сторінках журналу «Зоря». До цього здійснив комплексний аналіз одного з періодів українського письменства у праці «Погляд на історію руської літератури в часі Татарщини» (1881). Упродовж 1887-1894 рр.видано чотири томи «Історії літератури руської» (усього 6 частин). Перший том- література від давньої доби до кінця XVIII століття, другий том — лірика ХІХ століття, третій — проза ХІХ століття, четвертий — «етнографія» ХІХ століття. Гостро критикував цю працю Іван Франко («Ця система зовсім неісторична, читач при такій подачі матеріалу не одержує жодного уявлення про розвиток літератури»). Ця праця стала також об'єктом суворої критики з боку О. Соболевського, О. Пипіна, І. Франка, а згодом С. Єфремова, Д. Чижевського, О. Біленького та ін. Натомість сучасний літературознавець В. Микитюк вважає, що хиби «Історії літератури руської» зумовлені не розробленістю методології створення історико-літературних оглядів, а також відсутністю підготовчих монографій. Учні та студенти продовж довгого часу навчалися саме за цією працею Ом. Огоновського.
«Історія літератури руської» стала причиною дискусії 1890—1891 рр. між О. Пипіним і діячами української національної культури (О. Огоновський, І. Нечуй-Левицький, М. Комаров), яка продемонструвала не тільки національну солідарність, а й інтелектуальну потугу українських літературних сил, які спростували упереджені думки О. Пипіна, обстоюючи право українського письменства на місце в колі світових літератур. Їхні відносини — це було своєрідне «зіткнення двох світоглядів, двох філософських і літературознавчих доктрин, двох епох, адже Огоновський закорінений у період романтизму, більшість його художніх творів — цілком романтичні». Для Франка ж романтичний історизм зі староукраїнської доби, звернення до епосу Середньовіччя був уже неактуальний. У другій половині 1870-х — у 1880-ті роки його художньо-естетична концепція сформувалася під впливом позитивістської системи цінностей. 
Видання
- Исторія літературы рускои. Написавъ Омелянъ Огоновскій. Часть I (1887) PDF: (WP Commons)
- Исторія літературы рускои. Написавъ Омелянъ Огоновскій. Часть II (1888) PDF: (WP Commons)
- Исторія літературы рускои. Написавъ Омелянъ Огоновскій. Часть III (1893) PDF: (WP Commons)
- Исторія літературы рускои. Написавъ Омелянъ Огоновскій. Часть IV (1894) PDF: (WP Commons)

## Омелян Огоновський та Іван Франко
Непрості творчі стосунки учителя й учня (Івана Франка й Омеляна Огоновського) тривали впродовж 1875—1894 рр.
У 80-х рр. ХІХ ст. І. Франко рецензує праці Омеляна Огоновського. Позитивну оцінку отримав підручник професора для вивчення порівняльної граматики слов'янських мов на основі фонетичної системи Караджича «Studien auf dem Gebiete der ruthenischen Sprache von Dr. Emil Ogonowski» (Львів, 1880). Франко вважав цю книгу основним здобутком галицького мовознавства ХІХ ст., наслідком наукових ідей П. Житецького.
Складні відносини між Огоновським та Франком розпочалися під час габілітації останнього. Франко вирішує озахищати докторат у Чернівецькому університеті. Їде до свого знайомого професора-мовознавця Степана Смаль-Стоцького. Там він вчиться один семестр і після завершення навчання думає про тему докторської дисертації. Керівником наукової роботи міг бути Омелян Огоновський, до якого Франко звертається з темою «Поетична поезія Тараса Шевченка». Огоновський відкидає цю тему через політичне становище в Галичині. Франко згодом звертається з іншою ідеєю про релігійну поезію — Огоновський знову відмовляє, оскільки не був некомпетентним у цій справі.
Франко неодноразово критикував викладацьку методологію свого вчителя: «Ще сьогодні беруть мене холодні дрижачки при згадці про педантичні, безглузді лекції Венцлевського, Черкавського, Огоновського, про тяжке пережовування мертвої книжкової вченості, про це рабське додержання друкованих зразків словесних формул…» Влучною оцінкою Франка лекторської майстерності Огоновського є вислів «Він був з натури своєї більше анатом, ніж фізіолог». Огоновський культивував репродуктивне, «сухе» вивчення літературного матеріалу.
Огоновський про дошкульні оцінки студента писав: «Ваші заміти про мою діяльність чи то по волі, чи то по неволі виходять щонайбільше не дуже прихильні… Чужі люде лучше оцінюють мої труди, ніж свої». Лише у некролозі «Професор Омелян Огоновський» Франко змінив свою думку про університетського вчителя. Спробу з іншого ракурсу розглянути стосунки між Франком і Огоновським здійснив львівський літературознавець В. Микитюк. На його думку, це були взаємини між вчителем та студентом, які «робили спільну справу — будували храм національної культури».

## Творчий доробок
Автор поезії «Хрест» (1860), драм «Федько Острозький» (1861), «Настасія» (1862), «Хрестоматія  староруська  для  высшихъ  клясъ гимназіяльныхъ» (1881), «Гальшка Острозька» (1887).
Автор поеми, балади, віршів, оповідань, опублікованих у часописах «Зоря галицька», «Галичанинъ», «Зборник».

## Родина
Брат Олександра, Петра та Іларія Огоновських, стрийко Любомира Огоновського.

## Публічні виступи
- Бесіда при відкритю загальних Зборів товариства «Просвїта» 20 сїчня (1 лютого) 1888 р. // Дѣло, 08.02.1888

## Пошанування пам'яті
Фірма Генрика Пер'є виконала пам'ятник на могилі О.Огоновського. У медальйоні — мармуровий портрет, який створив скульптор Антоній Рудзевич (1854–1914). У цьому гробівці поховані: дружина Омеляна — Фалина з Недзвецьких Огоновська (1843–1908); їхня донька Емілія Огоновська (1878–1906); Ольга з Огоновських (пом. 1935) — дружина відомого галицького політика Костя Левицького; син Петра Огоновського — географ, дійсний член НТШ Володимир Огоновський (1895—1976) та інші члени родини.
У 1933 р., віддаючи пошану братам Огоновським, Рада міста Львова вирішила перейменувати одну з вулиць на Новому Знесінні на вул. Огоновських. Але вже в 1950 році, шукаючи симпатії Кім Ір Сена, цю вулицю назвали Корейською. Ця назва залишилася й донині.